# 카스텔산조르조
카스텔산조르조(이탈리아어: Castel San Giorgio)는 이탈리아 캄파니아주 살레르노도에 위치한 코무네다.